# Johanneskyrkan i Sohrol
Johanneskyrkan i Sohrol (armeniska: Սուրբ Յովհաննէս Եկեղեցի) är en armenisk-katolsk kyrka från 400- eller 500-talet i Sohrol i Shabestar i Östazarbaijan i nordvästra Iran. Den rekonstruerades under överinseende av den ryske generalen Samson Makintsev år 1840 i tegel på den gamla kyrkogrunden. Kyrkan finns på Irans nationalarvslista sedan år 1968 med registrerings-id 766.